# Huehuecanauhtlus
Huehuecanauhtlus is een geslacht van plantenetende ornithischische dinosauriërs, behorend tot de groep van de Euornithopoda, dat tijdens het late Krijt leefde in het gebied van het huidige Mexico.

## Vondst en naamgeving
De typesoort Huehuecanauhtlus tiquichensis werd in 2012 benoemd en beschreven door Angel Alejandro Ramírez-Velasco, Mouloud Benammi, Albert Prieto-Márquez, Jesús Alvarado Ortega, en René Hernández-Rivera. De geslachtsnaam is afgeleid van het Nahuatl huehuetl, "oeroud" en canauhtli, "eend". De verwanten van Huehuecanauhtlus worden namelijk wel de "eendesnaveldinosauriërs" genoemd. De naam wordt ongeveer uitgesproken als "Wewekanawsjus". De soortaanduiding verwijst naar het plaatsje Tiquicheo de Nicolás Romero.
Verschillende specimina van Huehuecanauhtlus zijn op drie vindplaatsen op de locatie Baranca Los Boretes opgegraven in de deelstaat Michoacán de Ocampo in het zuidwesten van Mexico, in lagen die dateren uit het Santonien, ongeveer 85 miljoen jaar oud. Het holotype is specimen IGM 6253 dat het merendeel van het materiaal vertegenwoordigt. Het bestaat uit een gedeeltelijk niet in verband liggend skelet waarvan delen van de schedel, de nek, de rug, het heiligbeen, de voorste staart en het bekken aanwezig zijn. De vondsten omvatten in totaal: een gedeeltelijk linkerbovenkaaksbeen, een stuk van het dentarium van de onderkaak, vier halswervels waaronder de draaier, negen ruggenwervels, vier doornuitsteeksels van ruggenwervels, een diapofyse van een ruggenwervel, vijf rechterribben, zeven linkerribben, zeven doornuitsteeksels van sacrale wervels, zeven diapofysen van sacrale wervels, een diapofyse van een staartwervel, drie staartwervels, twee doornuitsteeksels van staartwervels, acht stukken van verbeende pezen, stukken van een linker- en een rechterdarmbeen en stukken van een linker- en een rechterschaambeen.

## Beschrijving
De beschrijvers hebben verschillende typerende kenmerken weten vast te stellen. De onderkaak en het bovenkaaksbeen hebben een unieke occlusie waarbij de vervangingstand al bloot komt te liggen voordat de oude tand uitgeworpen wordt zodat er per zijde twee parallelle aaneengesloten uitgekomen tandrijen aanwezig zijn die samen een extra dik maalvlak vormen. Het heiligbeen telt zeven wervels. De staartwervels hebben lange doornuitsteeksels. Het blad van het darmbeen is hoog. Het achterblad van het darmbeen is kort en trapeziumvormig. Het voorblad is extreem naar beneden gebogen; dit is een uniek afgeleid kenmerk ofwel autapomorfie van de soort.
Huehuecanauhtlus is een middelgrote hadrosauroïde met een lengte van ongeveer vijf meter. Op de achterste rug, het bekken en de voorste staart staat een kam met een hoogte van zo'n dertig centimeter. De processus praepubicus in het bekken vormt een grote ruitvormige plaat.

## Fylogenie
Huehuecanauhtlus is door de beschrijvers basaal in de Hadrosauroidea geplaatst, maar in een relatief afgeleide positie, dicht bij de Hadrosauridae, boven Gilmoreosaurus, maar onder een klade bestaande uit Tethyshadros en Jintasaurus in de stamboom. Het is de zuidelijkste hadrosauroïde die ooit in Noord-Amerika is gevonden. Het vrij vroege voorkomen van de soort wijst volgens de beschrijvers of op een migratie van hadrosauroïden van Azië naar Amerika die niet later plaatsvond dan het Albien, of op het bestaan van een nog oudere vooroudergroep die beide continenten bevolkte.